# Adinia xenica
Adinia xenica es una especie de pez de la familia de los fundúlidos en el orden de los ciprinodontiformes.

## Morfología
Los machos pueden llegar a los 6 cm de longitud total.

## Distribución geográfica
Se encuentran al norte del Golfo de México (desde el sur de Florida hasta Texas).